# Red Wave
Red Wave: 4 Underground Bands from the USSR è un album doppio pubblicato nel 1986 contenente brani realizzati dalle rock band sovietiche Akvarium, Kino, Alisa e Strannye igry, tutte di Leningrado. Fu la prima pubblicazione di musica rock sovietica negli Stati Uniti d'America.
L'idea di pubblicare l'album in Occidente viene attribuita a Joanna Stingray, che strinse rapporti d'amicizia con alcuni dei membri più importanti della scena rock underground sovietica, e a Boris Grebenščikov, frontman degli Akvarium. Il materiale è stato registrato a scopo non commerciale dalle quattro band di Leningrado e introdotto clandestinamente negli Stati Uniti da Stingray. La produzione e la distribuzione furono effettuate dall'etichetta indipendente Big Time Records di Los Angeles il 27 giugno 1986. 
Tre delle quattro band presenti in questo album (Akvarium, Kino e Alisa) sono diventate icone del movimento rock sovietico e poi russo e sono ancora molto conosciute e seguite in Russia. Grazie al successo di Red Wave, l'etichetta discografica sovietica Melodija pubblicò gli album Noč' dei Kino ed Energija degli Alisa, nonché una raccolta degli Akvarium, nel 1987 e nel 1988.

## Tracce
I titoli dei brani sono elencati con la traduzione in lingua inglese (come presente sull'album originale) affiancati dai titoli originali in lingua russa.
Lato A
Dagli album Tabu, Deti Dekabrja e Radio Afrika degli Akvarium.
1. Ashes - Pepel – 3:10
2. Tonight - Segodnja noč'ju – 4:35
3. Dance On The Edge Of The Spring - Tancy na grani vesny – 4:22
4. The Thirst - Žažda – 3:52
5. Dreams Of Something Bigger - Sny o čëm-to bol'šem – 4:27
6. Rock N' Roll's Dead - Rok-n-roll mërtv – 3:27

Lato B
Dagli album Noč', Eto ne ljubov'... e Načal'nik Kamčatki dei Kino.
1. Saw A Night - Videli noč' – 3:04
2. Films - Fil'my – 3:32
3. Night - Noč' – 5:25
4. City - Gorod – 3:46
5. Wake Up (It's Love) - Prosnis' (Ėto — ljubov') – 2:51
6. Streetcar Headed East - Trollejbus – 2:24

Lato C
Dall'album Energija degli Alisa.
1. Experimentator - Eksperimentator – 4:31
2. We're Together - My vmeste – 2:43
3. Dr. Boogie - Doktor Bugi – 3:49
4. Bad Boy - Plochoj Rok-n-roll – 3:21
5. Juice squeezer - Sokovyžimatel' – 3:14
6. Come to Me - Ko Mne – 5:01

Lato D
Dagli album Metamorfozy e Smotri v oba degli Strannye igry.
1. Metamorphoses - Metamorfozy – 2:38
2. Chorovod Song - Chorovod – 3:21
3. No Telephone - A telefona net – 2:51
4. Egocentrism - Ėgocentrizm – 3:21
5. If You Think - Esli ty dumaeš' – 3:14
6. Paper Flowers - Bumažnye cvety – 4:20

## Versioni e ristampe
L'album fu pubblicato per la prima volta come doppio LP dalla Big Time nel 1986 e conteneva 24 canzoni, sei per ogni band. Nel 1987 venne pubblicato in Europa come singolo LP da 14 tracce. 
La prima edizione ufficiale in Russia uscì nel 1991 su LP tramite la SNC Records, contenente le tracce originali statunitense. Nel 1994 fu stampato su CD dalla SNC, che omise una traccia di ciascuna band.